# Schlitzmaske
Eine Schlitzmaske ist eine Variante der Lochmaske in Farbbildröhren.

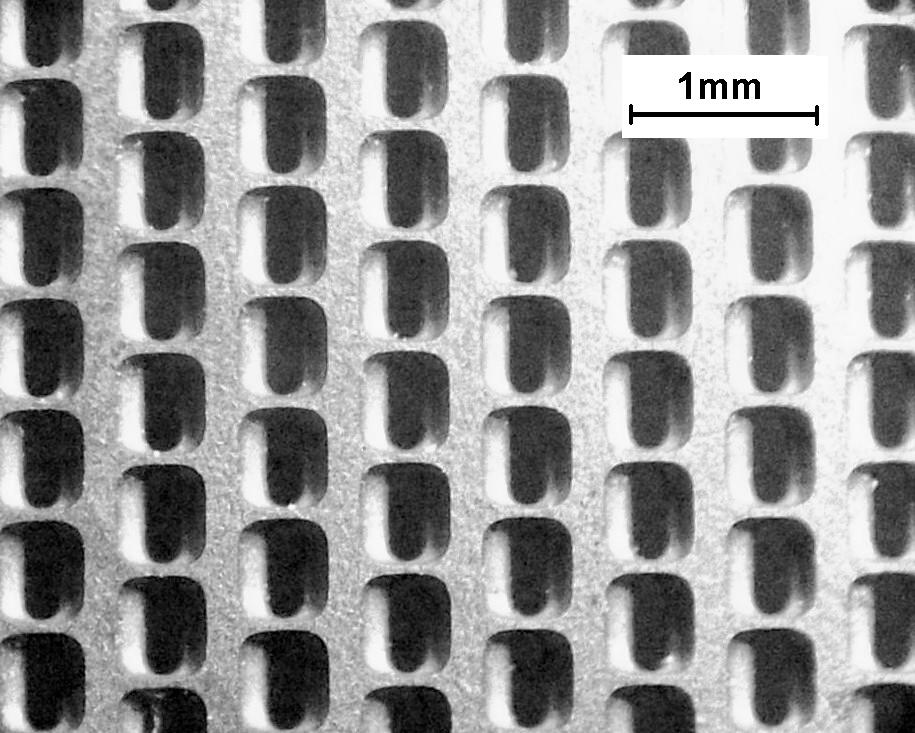
Ausschnitt aus einer Schlitzmaske, Blick von vorn

Im Gegensatz zur Lochmaske sind bei der Schlitzmaske die Löcher elliptisch oder schlitzförmig. Wie bei der Streifenmaske liegen hier die Leuchtstoffschichten nebeneinander und werden aus unterschiedlichen Richtungen durch die Maske hindurch von Elektronen getroffen. Dadurch lässt sich erreichen, dass immer nur die Leuchtschicht einer Farbe durch den zugehörigen Elektronenstrahl angeregt wird.
Ziel der Entwicklung der Schlitzmaske war es, die Vorteile der Lochmaske und Streifenmaske zu kombinieren. Die Abbildung unten links zeigt eine Makroaufnahme einer weißen Bildfläche einer sogenannten Black-Matrix-Bildröhre. Im Schema unten rechts sind die Fluoreszenz-Farbstreifen zur besseren Veranschaulichung farbig dargestellt, sie bestehen jedoch unabhängig von ihrer Farbe aus einem nahezu weißen Pulver.
Minderwertige Schlitzmaskenbildröhren neigen wie auch Lochmasken zu dem sogenannten Doming – einer durch thermische Ausdehnung hervorgerufenen Aufwölbung der Maske, die zu Farbfehlern führt.

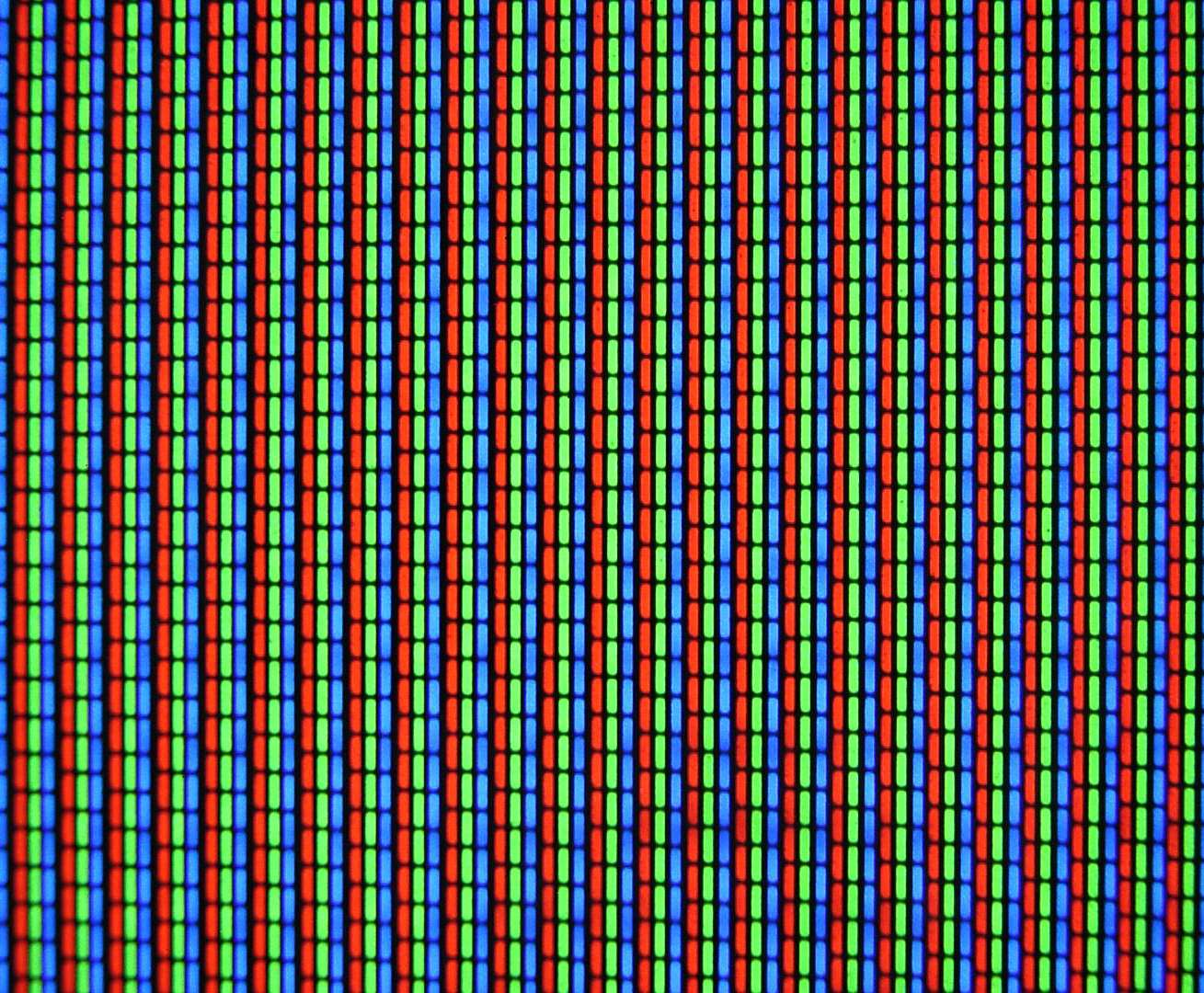
Makroaufnahme eines weißen Bildausschnittes einer Black-Matrix-Bildröhre
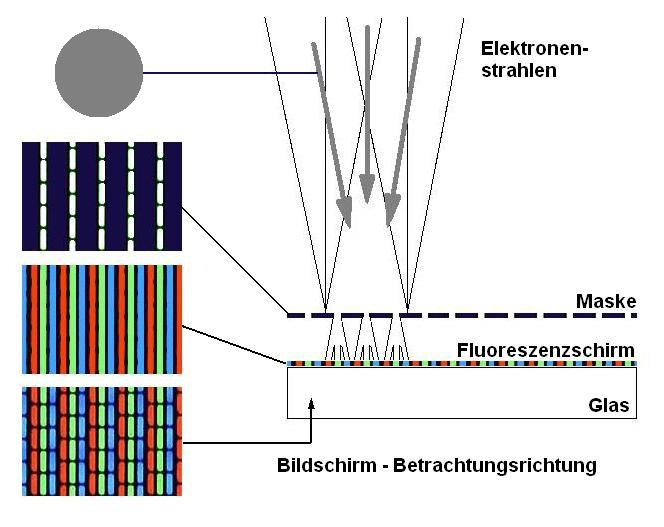
Zum Bild links passende schematische Darstellung der Farbentstehung (Winkel und Maskenabstand nicht maßstäblich)